# Ren Bishi
Ren Bishi (ur. 30 kwietnia 1904 w Xiangyin w prow. Hunan, zm. 27 października 1950 w Pekinie), właściwie Ren Ernan (任二南) – chiński działacz komunistyczny.
Ukończył szkołę średnią w Changsha. W 1920 roku przeniósł się do Szanghaju, gdzie zaangażował się w działalność w szeregach rodzącego się ruchu komunistycznego. W 1921 roku wyjechał na studia do Moskwy, przez okres swojego pobytu posługując się nazwiskiem Brinski (Бринский). Od 1922 roku członek KPCh. Po powrocie do kraju w 1924 roku zaangażował się w działalność rewolucyjną. W latach 1927–1928 był sekretarzem generalnym Ligi Młodzieży Komunistycznej. Podczas konfliktu wewnętrznego w partii w 1930 roku poparł nowe kadry partyjne przeciwko dotychczasowemu przywódcy KPCh Li Lisanowi, za co w 1931 roku został wybrany członkiem Biura Politycznego partii.
Dowódca jednego z oddziałów Armii Czerwonej, prowadzących na początku lat 30. walkę z siłami Kuomintangu. Po jego rozbiciu dołączył w październiku 1934 roku do wojsk He Longa i wziął u jego boku udział w Długim Marszu. Bliski współpracownik Mao Zedonga, w 1943 roku został wybrany jednym z trzech – obok Mao i Zhou Enlaia – członków Sekretariatu KPCh.
Dalszą karierę polityczną Rena przerwała nagła śmierć z powodu krwotoku śródmózgowego.